# Zoundwéogo
Zoundwéogo ist eine Provinz in der Region Centre-Sud im westafrikanischen Staat Burkina Faso mit 294.980 Einwohnern auf 3601 km².
Die Provinz besteht aus den Departements Manga, Nobéré, Gogo, Gomboussougou, Béré, Bindé und Guiba. Hauptstadt ist Manga.

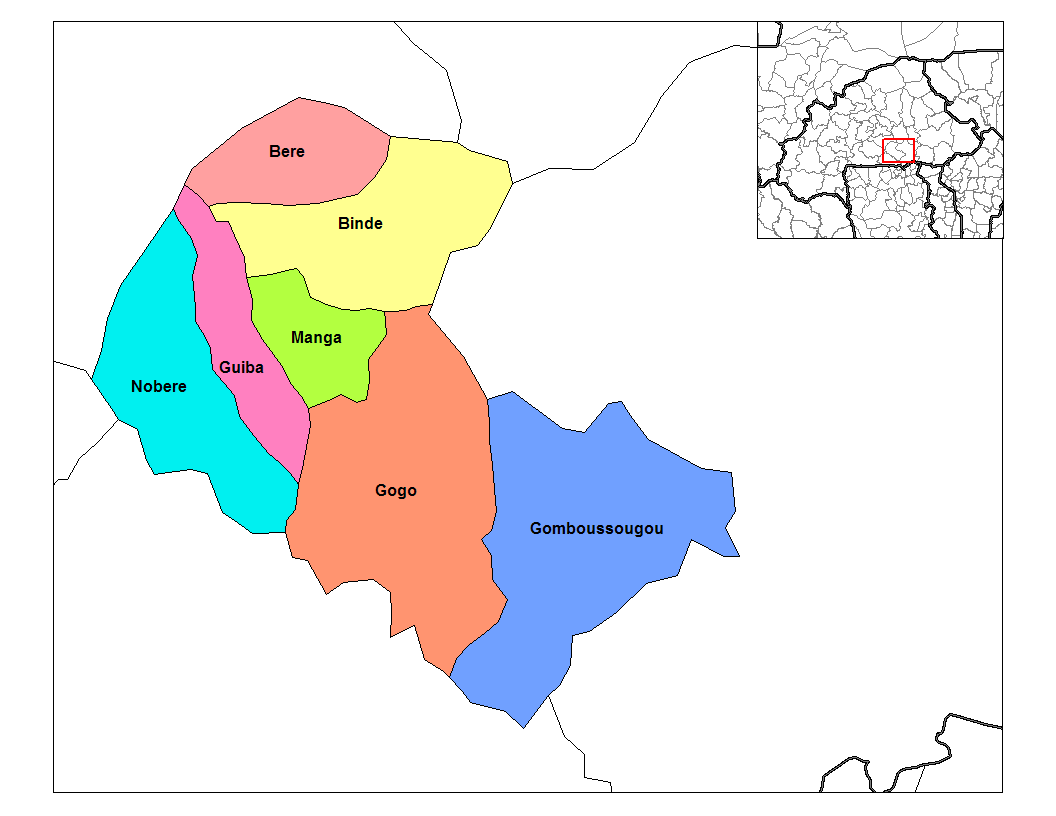
Departements in der Provinz Zoundwéogo